# Terrazza Solferino
Terrazza Solferino è la parte, di cui è pertinenza una terrazza fiorita che risale all'anno 1900, di uno storico immobile di Torino all'angolo fra Via Confienza e Via Bertolotti, sede anche di alcune collezioni della Biblioteca della Regione Piemonte.
L'accesso è da Via Bertolotti 7. Terrazza Solferino ha un rilievo artistico come sede di due cicli di vetrate, uno Liberty e uno Art Déco.
Il primo ciclo è dovuto alla vetreria Albano & Macario di Torino, cui si deve in particolare un importante intarsio naturalistico di diversi tipi di vetro.
Il secondo ciclo è invece espressione dell'epoca Art Nouveau che a Torino negli anni 1920 era rappresentata dal Laboratorio Janni e dal pittore Claudio Viale, già collaboratore della Albano & Macario. Una grande composizione che rappresenta una fontana è considerata come "opera che emerge fra le più importanti dell'intera produzione Janni".
Terrazza Solferino, dopo parecchi anni di utilizzo per attività commerciali che avevano provocato un deterioramento del patrimonio artistico, dal 2004 è sede di un centro conferenze e un centro di uffici arredati a Torino che permette la visita al pubblico interessato al patrimonio vetrario nelle ore di ufficio. Oggi ospita anche altre opere d'arte contemporanea, fra cui un grande pannello in plexiglas di Monica Seksich, che ha inteso esplicitamente ispirarsi allo stile delle vetrate, e opere di pittori quali Athos Faccincani e Cesare Peverelli.